# San Marcos (Texas)
San Marcos ist eine Stadt im Zentrum des US-Bundesstaates Texas. Das U.S. Census Bureau hat bei der Volkszählung 2020 eine Einwohnerzahl von 67.553 ermittelt.
Sie liegt zwischen Austin im Norden und San Antonio im Süden an der Interstate 35 im Hays County. Die Stadt ist zugleich der Sitz der Countyverwaltung (County Seat). Teile des Gemeindegebietes liegen in den angrenzenden Caldwell und Guadalupe Counties.

## Wirtschaft und Infrastruktur
Ein Anziehungspunkt ist das Outlet-Center, das sich einige Meilen weiter südlich befindet und Einkaufswillige aus der ganzen Region anlockt.

### Wissenschaft und Forschung
Von zentraler Bedeutung ist die Texas State University, die mit über 20.000 Studenten die Stadt prägt. Aufgrund der Nähe zu Austin pendeln viele Studenten nach San Marcos, weil das Leben in Austin deutlich attraktiver ist.

### Verkehr
Durch San Marcos führt die Interstate 35. An ihren Anschlussstellen zur Hopkins Street (Texas State Highway 80) und Aquarena Springs Drive (Loop 82) wurden Kreuzungen der Zubringer und die bei Anschlussstellen in Texas üblichen Wenderampen seit 2015 zu Continuous-flow Intersections umgebaut. Diese Kombination aus den beiden Verkehrknotentypen ist die erste in den USA.

## Söhne und Töchter der Stadt
- Albert S. Burleson (1863–1937), Politiker
- Eddie Durham (1906–1987), Jazzmusiker
- Catalina Vasquez Villalpando (* 1940), Regierungsbeamtin
- Lucious Jackson (1941–2022), Basketballspieler
- Lynda Day George (* 1944), Schauspielerin
- John D. W. Corley (* 1951), General der United States Air Force
- Ty Detmer (* 1967), American-Football-Spieler der BFL
- Terri Hendrix (* 1968), Country-Sängerin und Songwriterin